# ジョン・ベティス
ジョン・ベティス（John Bettis、1946年10月24日 - ）はアメリカの作詞家。
カリフォルニア州ロングビーチ出身。ベティスは、カーペンターズのリチャード・カーペンターと大学時代から親しく、その縁でカーペンターズのオリジナル曲大半の作詞を担当した。代表作は「愛にさよならを」､「トップ・オブ・ザ・ワールド」、「イエスタデイ・ワンス・モア」、「オンリー・イエスタデイ」、「青春の輝き」等。その他、マドンナの「クレイジー・フォー・ユー」やマイケル・ジャクソンの「ヒューマン・ネイチャー」、ホイットニー・ヒューストンの「ワン・モーメント・イン・タイム」など、有名歌手にも楽曲を提供している。
映画やTV番組等への楽曲提供でアカデミー賞やエミー賞、グラミー賞など数々の賞へのノミネート・受賞を果たした。